# Brian Greene
Brian Greene (ur. 9 lutego 1963) – fizyk teoretyczny z USA, profesor na Uniwersytecie Columbia w Nowym Jorku, popularyzator nauki. Specjalizuje się w fizyce cząstek elementarnych, zwłaszcza teorii strun.

## Życiorys
Greene urodził się w Nowym Jorku. Po ukończeniu szkoły średniej w 1980 dostał się na Harvard, gdzie zdobył Bachelor of Science. Stopień doktora zdobył na Oxford University w roku 1987. Na Uniwersytecie Columbia jest współdyrektorem instytutu strun, kosmologii.
Greene jest mężem byłej producentki telewizyjnej z ABC Tracy Day.

## Praca
Greene rozwijał teorię strun, która rozszerza model standardowy cząstek elementarnych o zjawiska kwantowej grawitacji. Badał między innymi przestrzenie Calabiego-Yau i konsekwencje teorii strun dla kosmologii. Napisał też hasło o teorii strun dla Encyklopedii Britannica i zaproponował Festiwal Naukowy w Nowym Jorku.

## Publikacje popularnonaukowe
- 1999: The Elegant Universe: Superstrings, Hidden Dimensions, and the Quest for the Ultimate Theory.
  - 2001: Piękno wszechświata. Superstruny, ukryte wymiary i poszukiwania teorii ostatecznej, przekład: Ewa L. Łokas i Bogumił Bieniok, Prószyński i S-ka, ISBN 83-7255-178-2.
- 2005: The Fabric of the Cosmos: Space, Time, and the Texture of Reality.
  - 2005: Struktura kosmosu. Przestrzeń, czas i struktura rzeczywistości, przekład: Ewa L. Łokas i Bogumił Bieniok, Prószyński i S-ka, ISBN 83-7469-191-3.
- 2008: Icarus at the Edge of Time.
- 2011: The Hidden Reality: Parallel Universes and the Deep Laws of the Cosmos.
  - 2012: Ukryta rzeczywistość. W poszukiwaniu wszechświatów równoległych, przekład: Tomasz Krzysztoń, Prószyński Media, ISBN 978-83-7839-380-1.
- 2020: Until the End of Time: Mind, Matter, and Our Search for Meaning in an Evolving Universe.
  - 2021: Do końca czasu. Umysł, materia i nasze poszukiwanie sensu w zmieniającym się Wszechświecie, przekład: Tomasz Krzysztoń, Prószyński Media, ISBN 978-83-8234-017-4.